# Прыгающая бомба
Прыгающая бомба (англ. Bouncing bomb) — специальная глубинная авиабомба, разработанная британским инженером Барнсом Уоллесом для разрушения плотин в Рурской области Германии. Характерной особенностью бомбы является способность совершить перед окончательным погружением несколько прыжков по водной поверхности. Это, вкупе с предварительной раскруткой, позволяет бомбе вплотную приблизиться к плотине, защищенной металлическими сетями. Затем, погрузившись на глубину, такая бомба прижимается к взрываемой стенке дамбы, что позволяет причинить наибольший ущерб. С помощью этих бомб удалось за одну ночь силами всего 19 бомбардировщиков полностью разрушить две большие плотины и повредить третью, что нанесло крупный ущерб военной промышленности нацистской Германии (Операция «Большая порка»).

## История создания
В сентябре 1939 года, после нападения нацистской Германии на Польшу, в Европе началась Вторая мировая война. Известный английский инженер и изобретатель Барнс Уоллес видел возможность скорейшего окончания войны в разрушении промышленного потенциала противника путём стратегических бомбардировок. Особенно важной целью Уоллес считал водохранилища в Рурской области, поставлявшие воду и электроэнергию для тяжелой и металлургической промышленности региона. Свои соображения он изложил в записке для министерства обороны: A Note on a Method of Attacking the Axis Powers. Для атаки плотин Уоллес предлагал использовать сверхтяжелые бомбы, способные вызвать эффект локального землетрясения. Однако средств для доставки подобной бомбы в то время не существовало, и проект не был принят. Торпеды для атаки не годились — в водохранилищах стояли специальные защитные сети. Дальнейшие размышления привели Уоллеса к идее применить для атаки плотин принцип «прыгающей бомбы».

## Доставка и использование бомбы

Принцип действия бомбы. Противоторпедные сети благополучно преодолеваются прыжками бомбы по поверхности воды

Для выполнения атаки на три крупные плотины в Рурской области Германии 21 марта 1943 года была создана 617-я эскадрилья Королевских ВВС.
Для доставки бомбы использовались переоборудованные Avro Lancaster со специально тренированными экипажами. Переоборудование требовалось как из-за больших размеров бомбы, так и из-за особенностей её использования. При этом лётные характеристики самолёта ощутимо менялись из-за существенного ухудшения аэродинамического качества. Доработки стандартного бомбардировщика, в числе прочего, включали следующие устройства:
- Кронштейны под фюзеляжем, позволяющие подвесить бомбу, имевшую форму большого гладкого цилиндра, осью поперёк направления полета.
- Устройство раскрутки бомбы[2]
- Два разнесённых прожектора, направляемые наклонно вниз под точно рассчитанными углами. Совпадение пятен света от прожекторов на поверхности воды происходило при достижении самолётом высоты, требуемой для сброса бомбы
- Простой треугольный прицел для определения дальности. В момент сброса бомбы башенки, расположенные по краям плотины, должны наблюдаться под заранее рассчитанным углом

Боевые налёты проводились ночью группами самолётов на небольшой высоте со стороны водохранилища, в том числе и из расчета на внезапность при атаке цели, защищаемой средствами ПВО. Еще при подлёте к цели включался мотор, сильно раскручивающий бомбу на подвесе. Сброс бомбы требовал высокой точности по высоте, скорости и дальности. Экипаж идущего на цель бомбардировщика, выдерживая требуемую скорость, выходил на требуемую высоту по совпадению бликов прожекторов на водной глади, а дальность сброса определял по углу между башенками. Сброшенная раскрученная бомба, выдерживая ось вращения из-за гироскопического эффекта, делала несколько «прыжков-блинчиков» по воде к плотине, а затем за счет эффекта Магнуса притягивалась к телу плотины и ныряла вниз вдоль стенки. Взрыватель срабатывал от давления воды на глубине около 10 метров. Расчет был на то, что таким образом плотине будет нанесён наибольший ущерб, и она может быть снесена, в числе прочего, самой водой. Оборотной стороной такого подхода были крайне высокие требования по точности сброса: если что-то шло не так, бомба либо отскакивала от плотины, либо не долетала до неё, либо перепрыгивала через плотину, либо не ныряла, как нужно.